# Các mỏ đá lửa thời đại đồ đá mới ở Spiennes
Các mỏ đá lửa thời đại đồ đá mới ở Spiennes là một trong những mỏ đá lửa lớn nhất và sớm nhất có từ Thời đại đồ đá mới tồn tại ở tây bắc châu Âu. Mỏ đá lửa này nằm gần làng Spiennes, thuộc Wallonia, phía đông nam thành phố Mons, Bỉ. Các mỏ đá lửa đã được khai thác trong thời gian giữa và cuối thời đại đồ đá mới, tức là giữa năm 4.300 và 2.200 TCN. Được tuyên bố như là một địa điểm đáng chú ý về sự đa dạng của các giải pháp công nghệ được sử dụng để khai thác hài hòa với môi trường xung quanh, UNESCO đã công nhận các mỏ đá lửa này là Di sản thế giới từ năm 2000.

## Mô tả
Được phát hiện vào năm 1843, các cuộc khai quật đầu tiên được thực hiện bởi kỹ sư khai thác Alphonse Briart và hai người khác trong khi xây dựng một tuyến đường sắt vào năm 1867, và kết quả của quá trình khai quật được trình bày với Tổ chức Tiền sử học Quốc tế tại Brussels vào năm 1872. Công việc khai quật liên tục được thực hiện cho đến ngày nay.
Toàn bộ khu vực này có diện tích khoảng 100 hecta (250 mẫu Anh) tại những ngọn đồi đá phấn nằm cách Mons khoảng 4 dặm về phía đông nam. Nằm rải rác khắp khu vực là hàng triệu mảnh vụn đá lửa cùng nhiều hố khai thác có độ sâu khoảng 10 m (33 ft). Bên dưới là một mạng lưới nhân tạo của một hệ thống hang động thông các giếng mỏ với nhau.
Một giai đoạn sáng tạo tinh túy của con người thể hiện ứng dụng và tiến bộ công nghệ chuyển đổi từ khai thác lộ thiên sang khai thác ngầm những vỉa đá lửa thể hiện một cách ấn tượng. Nghiên cứu đã minh họa các kỹ thuật thời đại đá mới để cắt đá lửa và khai thác các phiến đá lửa lớn nặng tới hàng trăm cân. Những viên đá sau đó được tạo thành những hình rìu thô ráp, và cuối cùng được đánh bóng để đạt được trạng thái hoàn chỉnh cuối cùng.
Đá lửa thô được trao đổi trên một khu vực xa tới 150 km và thường được đánh bóng tại nơi trao đổi. Rìu đá được sử dụng để tạo ra các kết cấu gỗ, chẳng hạn như thuyền hay túp lều bằng gỗ.

## Hình ảnh

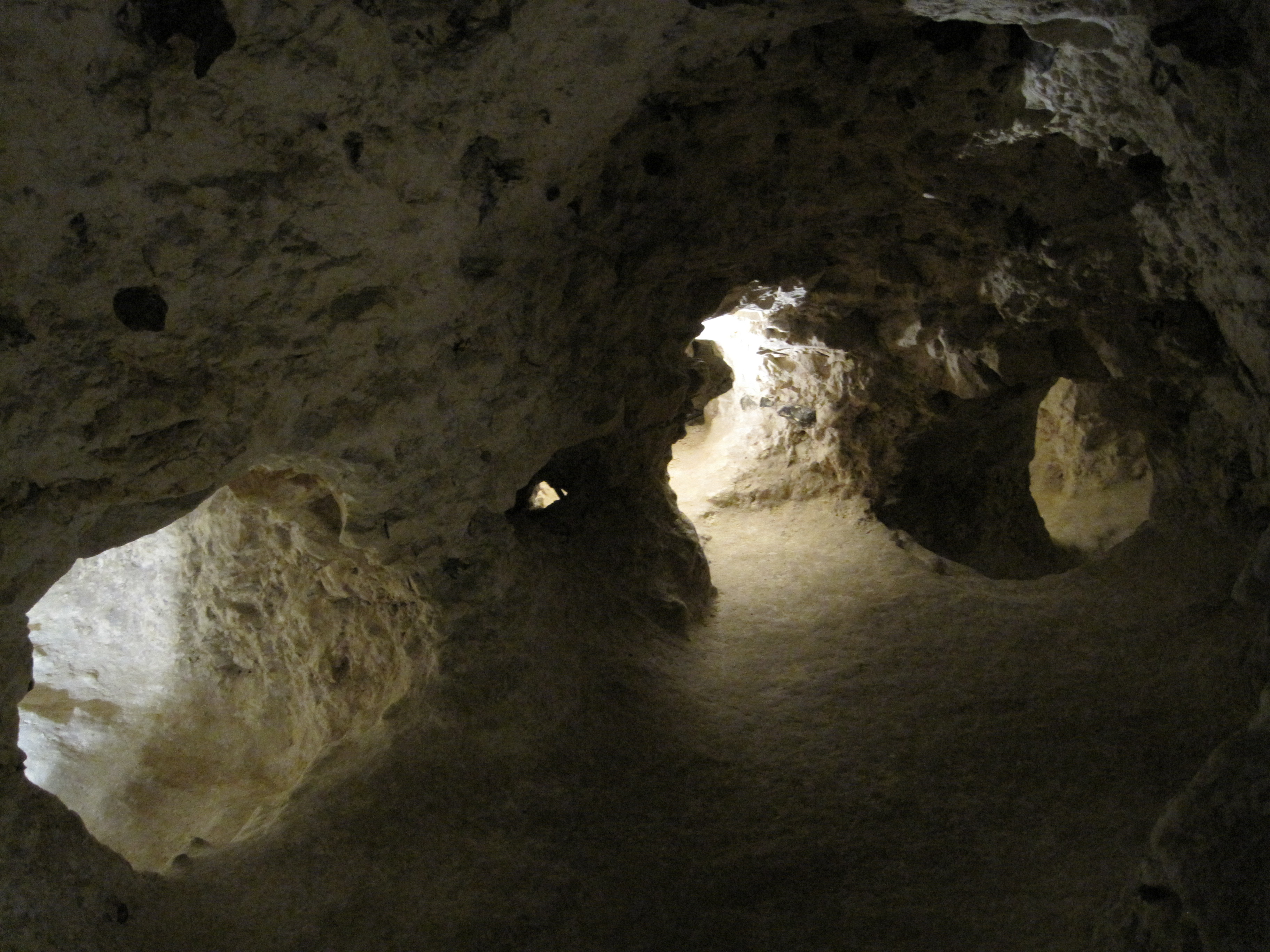
Giếng mỏ Champ à Cailloux
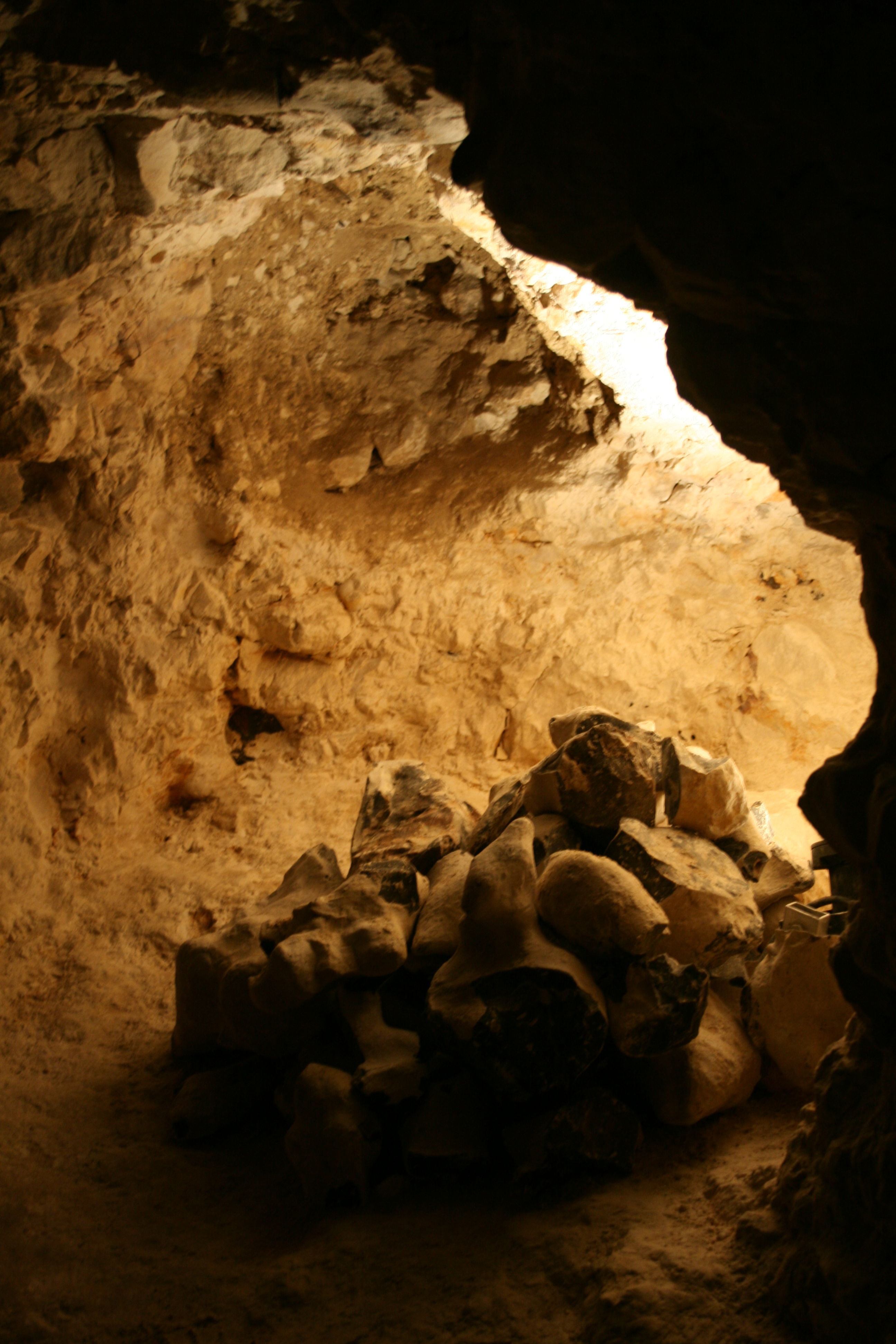
Giếng mỏ Champ à Cailloux
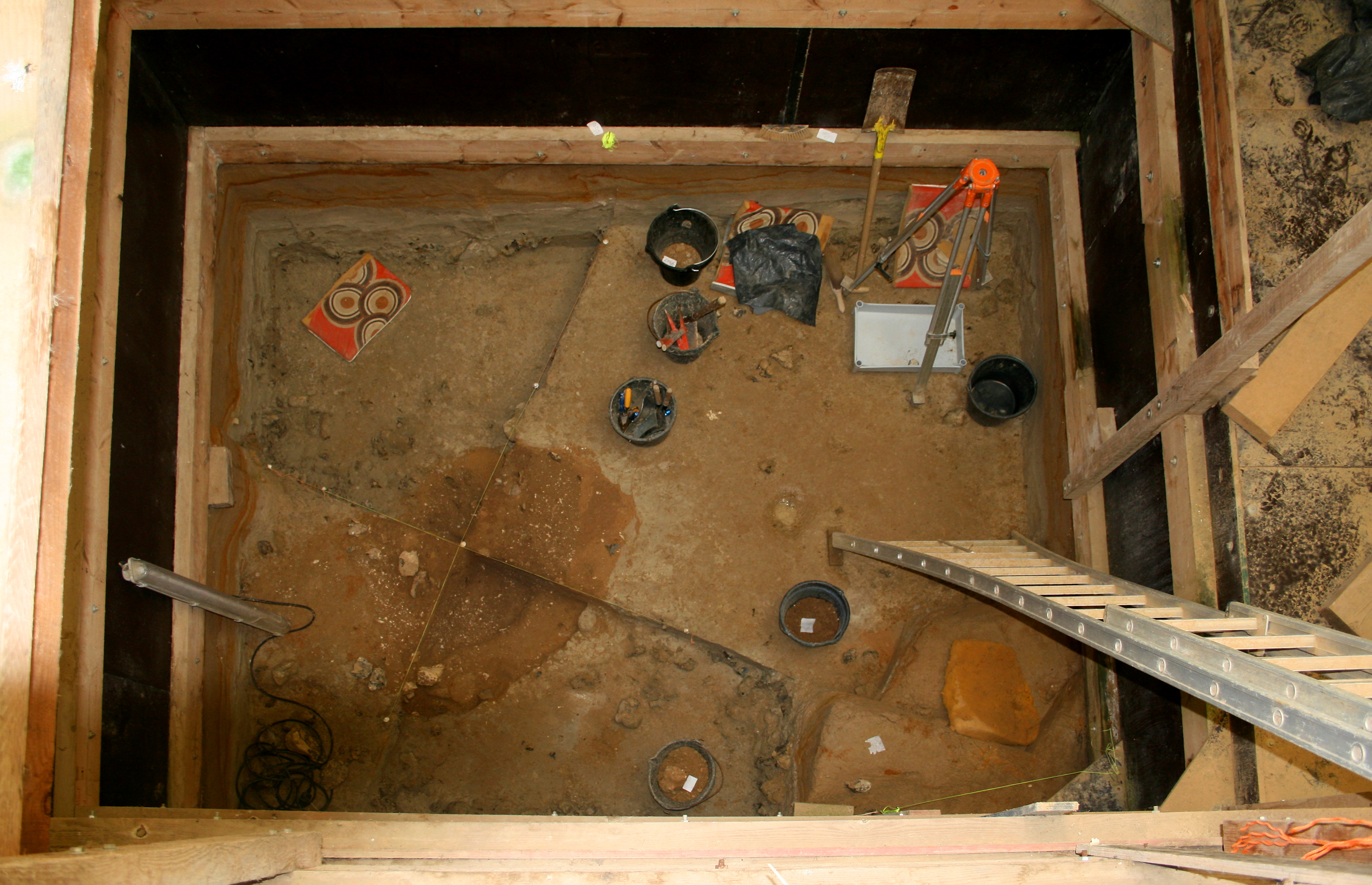
Quá trình khai quật giếng mỏ Champ à Cailloux